# Capranica Prenestina
Capranica Prenestina ist eine Gemeinde in der Metropolitanstadt Rom in der italienischen Region Latium mit 318 Einwohnern (Stand 31. Dezember 2023). Sie liegt 55 Kilometer östlich von Rom.

## Geografie
Capranica Prenestina liegt auf einem Bergrücken der Monti Prenestini östlich von Palestrina. Es ist Mitglied der Comunità Montana Monti Sabini e Tiburtini und eine der kleinsten Gemeinden ganz Italiens.
Der Ortsteil Guadagnolo (1218 m s.l.m.) ist die höchstgelegene Siedlung in der Region Lazio.

## Bevölkerungsentwicklung
| Jahr      | 1881 | 1901 | 1921 | 1936 | 1951 | 1971 | 1991 | 2001 |
| --------- | ---- | ---- | ---- | ---- | ---- | ---- | ---- | ---- |
| Einwohner | 2198 | 1881 | 1448 | 1266 | 1118 | 464  | 307  | 334  |

Quelle: ISTAT

## Politik
Francesco Colagrossi (Bürgerliste) wurde im Juni 2009 zum Bürgermeister gewählt. Er löste Carlo Lunghi ab, der nicht mehr kandidierte. Am 24. Mai 2014 wurde Colagrossi wiedergewählt.